# Димитър Георгиев Стефанов
Вижте пояснителната страница за други личности с името Димитър Стефанов.
Димитър Георгиев Стефанов с псевдоними Митьо и Д. Ст. е български общественик и революционер, деец на Върховния македоно-одрински комитет и Вътрешната македоно-одринска революционна организация.

## Биография

### Ранни години
Димитър Стефанов е роден на 15 август 1872 година в Караагач, Бесарабия, тогава в Русия, днес Нахирне, Украйна. Потомък е на родопски войвода, а майка му Ана е от рода Агура. Получава основното си образование в родното село, а средното – в Болградската българска гимназия. Завършва право през 1894 година в Московския университет. В 1896 година завършва Киевското пехотно военно училище и е произведен в чин подпоручик от руската армия.
През 1897 година се мести в Русе, Княжество България, и работи като околийски съдия, а след това е заместник-прокурор в окръжния съд във Варна. В началото 1900 година е назначен за юрисконсулт на Светия синод в София.

### Във ВМОРО
Свързва се с революционери от Македония и през есента на същата 1900 година със съдействието на Върховния македоно-одрински комитет е назначен от Българската екзархия за директор на Битолската мъжка класическа гимназия. До края на учебната година през 1901 година участва в ръководството на Битолския революционен окръг на ВМОРО, а след това е екстерниран в България.
През септември 1901 година Димитър Стефанов, заедно с Туше Делииванов, е избран от Централния комитет в Солун за задграничен представител на ВМОРО в София и заема поста до 1903 година. В началото на 1902 година участва на конгреса на Одринския революционен комитет в Пловдив с Гоце Делчев, а после е представител на ВМОРО на Десетия македоно-одрински конгрес в София. Противопоставя се на готвеното от ВМОК Горноджумайско въстание.
Протовопоставя се на решението за въстание взето от Солунския конгрес през януари 1903 година. През май 1903 година Димитър Стефанов с четата на Яне Сандански навлиза в Македония. През лятото на 1903 година е делегат на конгреса на Серския революционен окръг и е избран за председател на конгреса и член на окръжното ръководно тяло заедно с Александър Радославов и Симеон Молеров. Установява се в Разложко и на 18 септември участва в сражението при Белица, след това при Бачево.
След потушаването на въстанието Димитър Стефанов е в комисията за изработване на директива за бъдеща дейност на ВМОРО в София в края на 1903 и началото на 1904 година. От пролетта на 1904 година е адвокат в Бургас. Участва на Рилския конгрес на ВМОРО през 1905 година, където е избран с Гьорче Петров и Петър Попарсов за задграничен представител на ВМОРО. На Кюстендилския конгрес на ВМОРО през февруари 1908 година е делегат от Солунския революционен окръг, но не успява да присъства на заседанията.

### Във войните за национално обединение
През Балканската война и Междусъюзническата война Димитър Стефанов е командир на рота. Тежко ранен е през 1916 година по време на Първата световна война, но оздравява и се завръща на фронта. Награден е с орден „Свети Александър“ – ІІ степен. Като запасен поручик е командир на рота в 14-та погранична дружина при Бургаски укрепен пункт. За бойни отличия и заслуги във войната е награден с орден „За заслуга“.

### Политик в Бургас
Димитър Стефанов е кмет на Бургас от 22 октомври 1918 година до 30 януари 1920 година, а след това до 1928 година е общински съветник. Тогава е избран за депутат от Демократическата партия в XXII народно събрание, а през 1931 година става окръжен управител на Бургас.
Умира на 12 февруари 1940 година в Бургас.